# Daniel Wimmer (Fußballspieler)
Daniel Wimmer (* 6. Juli 2005) ist ein österreichischer Fußballspieler.

## Karriere
Wimmer begann seine Karriere bei der Union Rottenbach. Zur Saison 2020/21 rückte er in den Kader der ersten Mannschaft Rottenbachs. In der COVID-bedingt abgebrochenen Saison 2020/21 kam er zu zehn Einsätzen in der siebtklassigen 1. Klasse. In der Saison 2021/22 absolvierte er 26 Spiele und erzielte dabei 16 Tore. Zur Saison 2022/23 wechselte er in die Akademie der SV Ried, in der er in jener Saison für die U-18 spielte. Im April 2023 spielte er erstmals Rieds Amateure in der Regionalliga. Bis Saisonende kam er zu drei Einsätzen für die Jungen Wikinger. In der Saison 2023/24 absolvierte er 21 Regionalligaspiele und traf dabei fünfmal.
Im Oktober 2024 gab Wimmer bei seinem Kaderdebüt für die Profis sein Debüt in der 2. Liga, als er am elften Spieltag der Saison 2024/25 gegen die Kapfenberger SV in der Nachspielzeit für Fabian Rossdorfer eingewechselt wurde.